# Trachinotus blochii
Trachinotus blochii is een straalvinnige vissensoort uit de familie van horsmakrelen (Carangidae). De wetenschappelijke naam van de soort is voor het eerst geldig gepubliceerd in 1801 door Lacepède.